# Palacio Grimani
El Palacio Grimani es un edificio renacentista italiano situado en el sestiere de San Marco en Venecia, cerca del Puente de Rialto.

## Historia

El edificio desde el río de san Luca.

El edificio fue construido en 1556 por el arquitecto Michele Sanmicheli, por encargo del procurador de San Marco, Gerolamo Grimani, si bien su origen se remonta probablemente  al siglo XIV. Fue completado primero bajo la dirección del propietario, y posteriormente, a partir de 1561, por Gian Giacomo de' Grigi llamado “il Bergamasco”. Las últimas intervenciones fueron dirigidas por Giovanni Antonio Rusconi, que trabajó en el palacio entre 1572 y 1576, año de la inauguración. El edificio se hizo conocido en toda Europa por haber albergado en 1597 las celebraciones de la coronación como dogaressa de Morosina Morosini], esposa del dux Marino Marino Grimani. Fue residencia de la familia fundadora hasta 1806, cuando se convirtió en sede de la Dirección de Correos y en 1881 se convirtió en la sede del Tribunal de Apelación.

## Descripción
Su fachada, inspirada en la arquitectura romana, está dividida por robustas cornisas marcaplantas en tres sectores. Se conjetura que esta decisión estilística pudo ser sugerida al proyectista por la misma familia Grimani, que se distinguía por su mecenazgo. La planta baja y el entresuelo, caracterizados por la presencia de un portal al agua con arco de triunfo e imponentes columnas estriadas que sostienen un monumental balcón continuo, son menos brillantes que las plantas superiores. Excepcionalmente valiosas son las dos Vittorie que decoran la parte superior del portal, obra de Alessandro Vittoria. La temática del arco de triunfo es reproducida en las plantas superiores, donde se repite flanqueada por otro arco. Todos los vanos de las plantas nobles están decorads con columnas geminadas no estriadas de orden corintio. 
Su planta, anómala porque se caracteriza por la forma piramidal de la parcela, se desarrolla en torno a un atrio central con tres arcos de gusto clásico muy admirado por Andrea Palladio, responsable de las salas de recepción en las dos plantas superiores. 

## Leyendas
Una leyenda vincula las grandes ventanas arqueadas del edificio con un episodio de un joven Grimani, que algunos identifican con el mismo Gerolamo: queriendo casarse con una joven de la familia Tiepolo, pidió su mano recibiendo de su padre la siguiente respuesta: "Non sarà mai dito vero che mi daga la man de mia fia a un desparà che no ga gnanga palazzo in Canal" ("Nunca será dicho que le di la mano de mi hija a un miserable que no le hiciera un palacio en el Canal"), a lo que Grimani prometió que construiría un edificio con las ventanas más grandes que el portón de la casa de los Tiepolo.